# Кумэмура

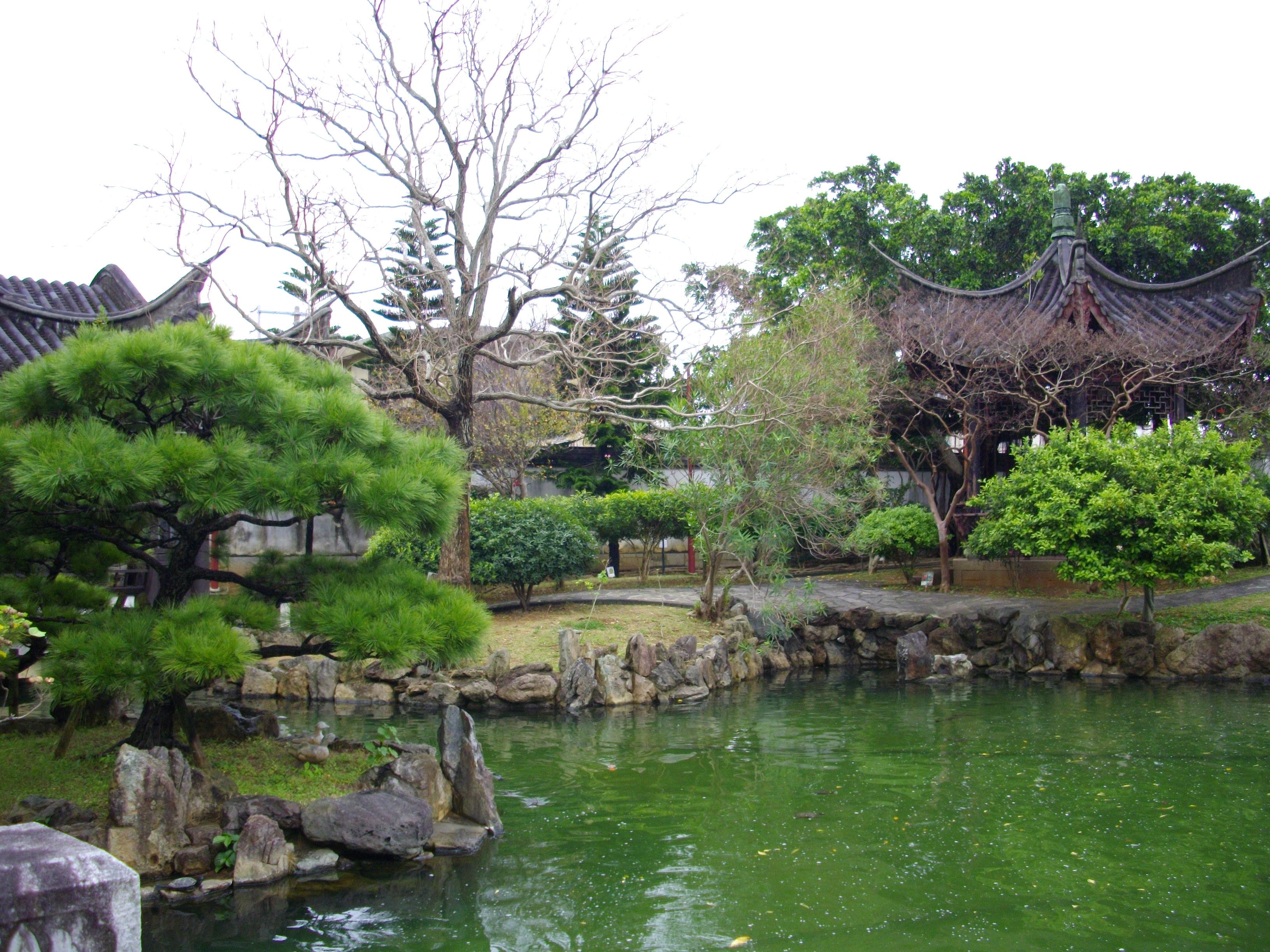
Сад Фукусюэн в районе Кумэ города Наха

Кумэмура (яп. 久米村 Кумэмура) — деревня на острове Окинава, в которой проживали учёные, чиновники и дипломаты в портовом городе Наха рядом со столицей Сюри государства Рюкю. Кумэмура  была центром культуры и образования страны с XVII по XIX века. Жители общины являлись потомками китайских переселенцев (36 семей) в 1392 году. Статус культурной и просветительской столицы был утерян в 1879 году, после аннексии королевства Японией,  с тех пор деревня географически поглотилась городом Наха, ставшим столицей новой японской префектуры. Теперь это место в Нахе имеет название Кумэ.

## История
В 1392 году по приказу правительства китайской империи Мин прибыли в окинавское государство Тюдзан 36 семей из китайской провинции Фуцзянь и основали общину Кумэ. Переселенцам предоставили земли, необлагаемые налогами, на которых они построили свои дома.
Многие переселенцы были специалистами в различных сферах, таких как астрономия, навигация, судостроение,  производство чернил и бумаги. Также китайские иммигранты обучали жителей Рюкю китайской письменности, языку, музыке, поэзии, искусству.
В 1992 году муниципальные власти китайского города Фучжоу выделили средства на возведение сада Фукусюэн в районе Кумэ города Наха в память об особых исторических связях провинции Фуцзянь и Окинавы.